# بلغارها

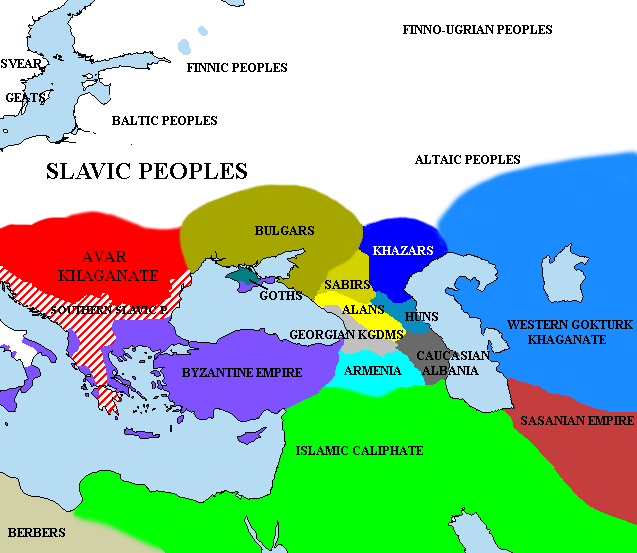
نقشه محل بلغارها درشمال دریای سیاه (حوالی ۶۵۰ میلادی).

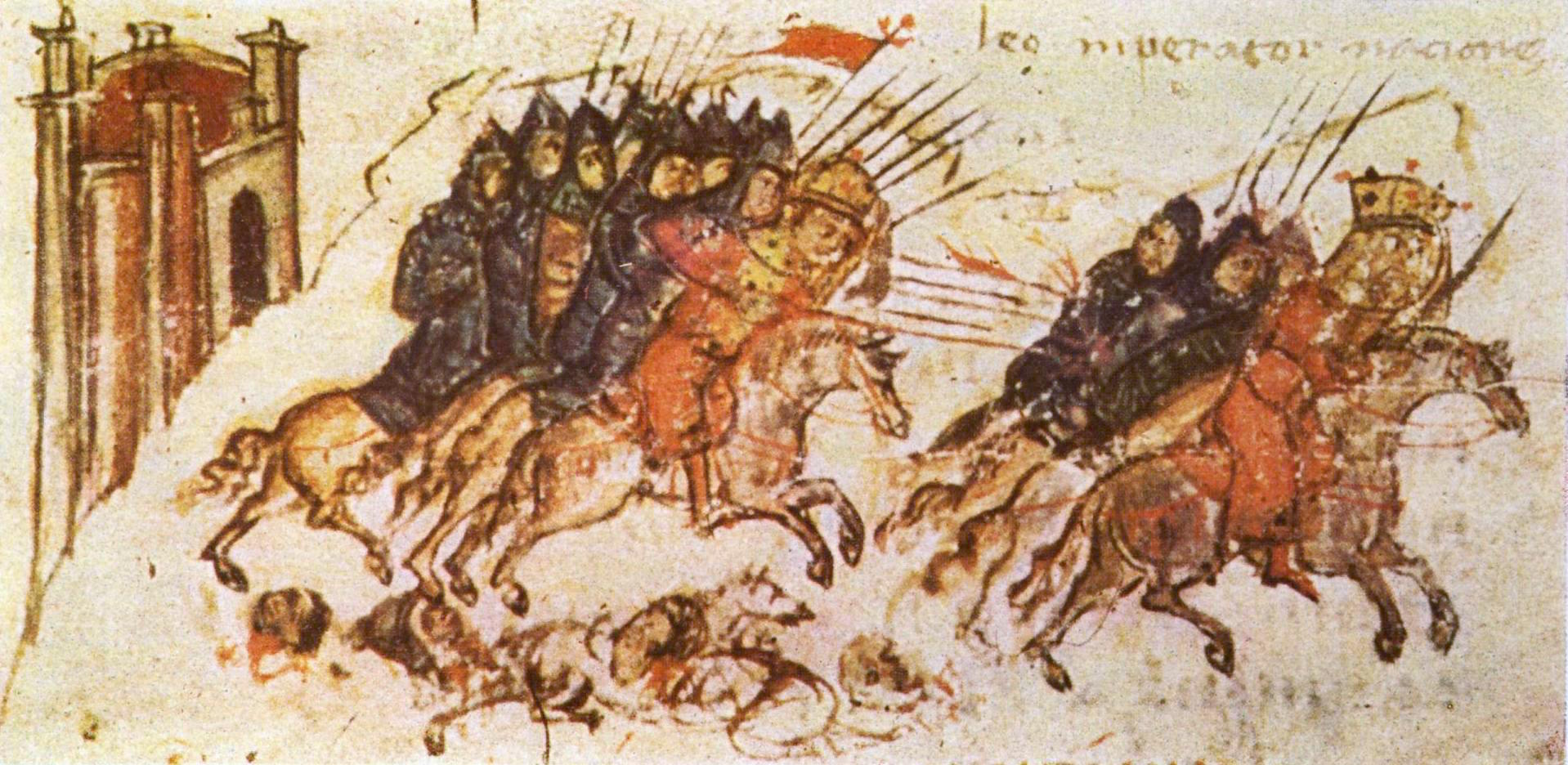
نبرد بلغارها با روم شرقی

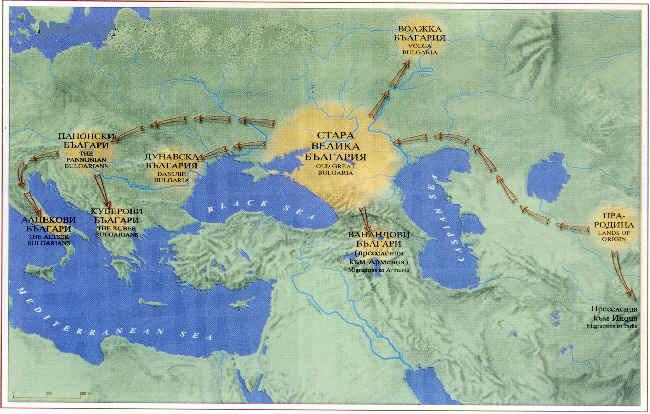
مهاجرت بلغارها از آسیای مرکزی و اوراسیای غربی به اروپا

بلغار که بلقار نیز نامیده می‌شود، گروهی قومی از ترکیب  ترک، اسلاوها،تراکیان و... بودند.
که نیمه‌کوچ‌نشین در شمال و شمال غربی دریای مازندران اطراف رود ولگا و شمال قفقاز زندگی می کردند . طوایف بلغار در طول مهاجرت خود به غرب در سراسر استپ اوراسیا، سایر گروه‌های قبیله‌ای و تأثیرات فرهنگی را در فرآیند قوم‌سازی جذب کردند، از جمله قبایل ایرانی، فنلاندی و هونیک.
شاخه‌ای از این قوم یکی از سه اجداد اولیه قومی بلغارهای امروزی دو گروه دیگر مردم هندواروپایی تراکیان (مردم هندو اروپایی باستانی ساکن در جنوب شرق اروپا و آناتولی) و اسلاوها  بودند.

## تاریخچه
تاریخ تمدن در بلغارستان کنونی به ۳۵۰۰ سال پیش از میلاد مسیح بازمی‌گردد، ساکنان اولیه این منطقه اقوام تراکیه‌ای‌ها بودند. نام بلغارستان برگرفته از بلغارها است که از استپ‌های شمال دریای سیاه به آنجا مهاجرت و بر قبایل اسلاو غلبه نموده و در سال ۶۸۱ میلادی اولین پادشاهی بلغاری را بنا نهادند. اگرچه بسیاری از محققان، از جمله زبان شناسان، اظهار کرده بودند که بلغارها از یک قبیله آسیای مرکزی (شاید دارای عناصر ایرانی) هستند، تحقیقات ژنتیکی مدرن به وابستگی به جمعیت‌های اوراسیا و اروپای غربی اشاره می‌کند. بلغارهای اولیه از حدود سال ۳۷۰ پس از میلاد در استپ اروپایی در غرب رودخانه ولگا ساکن بودند. پس از عقب‌نشینی با هون‌ها، آنها حدود ۴۶۰ سال در قوس کشوری در شمال و شرق دریای آزوف مستقر شدند. بلغارها در سال ۴۸۰ توسط بیزانس برای مبارزه با استروگوت‌ها استخدام شده و متعاقباً جذب ثروت امپراتوری بیزانس شدند. در قرن ششم، بلغارها پیوسته به استان‌های دانوبی امپراتوری بیزانس حمله می‌کردند تا اینکه در دهه ۵۶۰، خود توسط آوارها که از آسیا به سمت اروپای مرکزی پیشروی می‌کردند، مورد تهدید قرار گرفتند. آوارها یک قبیله بلغار را نابود کردند، اما بقیه با تسلیم شدن به مدت دو دهه در برابر گروهی دیگر از تازه‌واردان ترک، که اکثر آنها پس از آن به آسیا عقب‌نشینی کردند، خود را نجات دادند. که در مسیر مهاجرت، اقوام دیگری را نیز در خود حل کرده بودند.

## قومیت

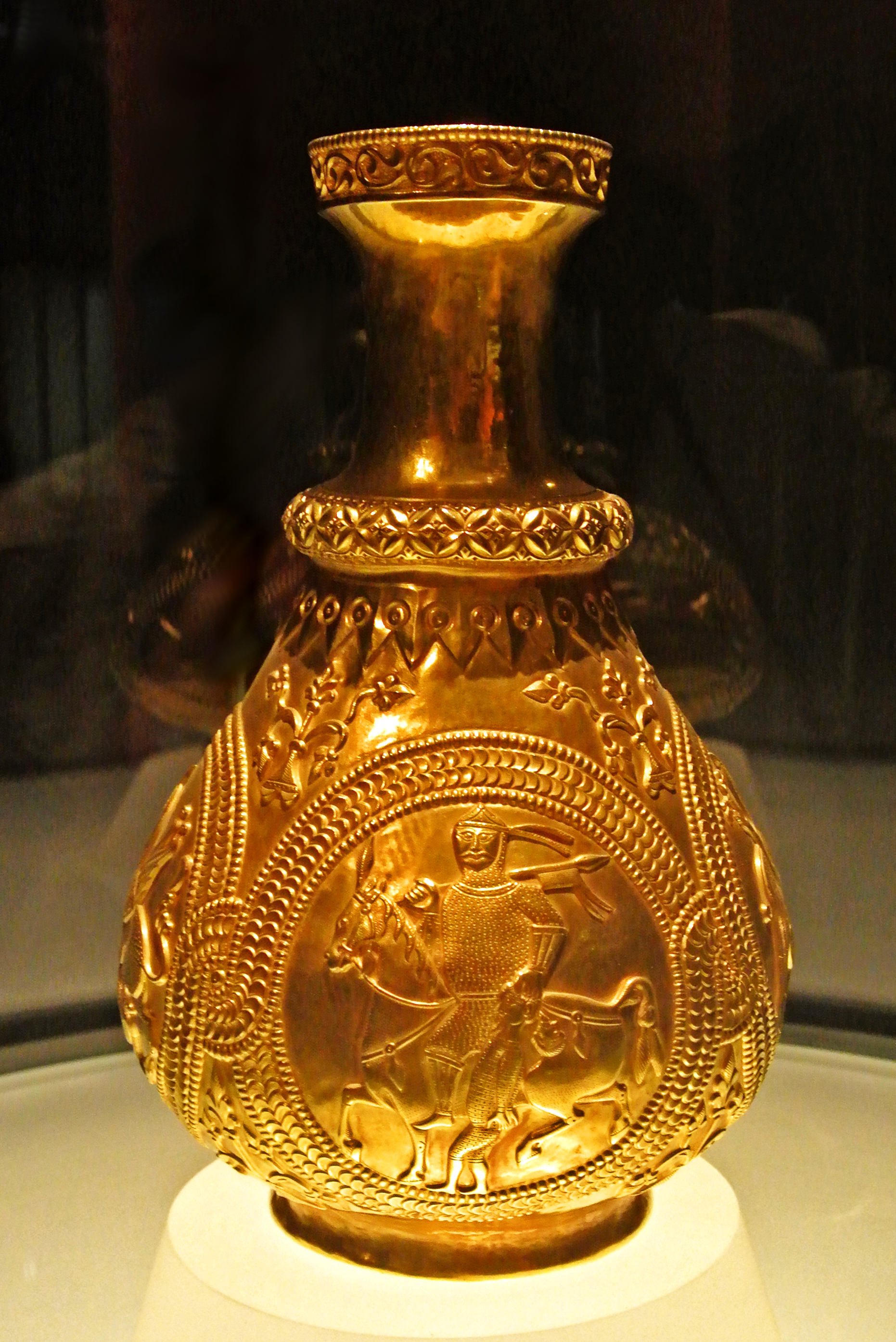
احتمالاً شناخته‌شده‌ترین کشتی گنجینه Nagyszentmiklós، این میخ‌دان مدالیون از طلای فرفورژه در یک تکه با زیورآلات برجسته با تکنیک تعقیب‌شده repoussé ساخته شده است. چهار مدال که با نوارهای زینتی قاب شده اند، صحنه های فیگوراتیو را به نمایش می گذارند. در اینجا نشان داده شده است: یک جنگجوی زره پوش یک زندانی را با موهایش هدایت می کند، در حالی که سر بریده دشمن از زین او آویزان است. مانند دیگر ظروف یافت شده در این گنجینه، این میله مدالیون در ابتدا به صورت بطری طراحی شده بود و بعداً با یک دسته اقتباس شد. بقایای دسته هنوز بر روی دهان و بدن میخ یافت می شود.

به دلیل فقدان شواهد قطعی، پژوهش‌های مدرن از رویکرد قوم‌شناسی در توضیح منشأ بلغارها استفاده می‌کنند. نظریه‌های جدیدتر کنفدراسیون‌های عشایری مانند بلغارها را به‌عنوان تشکیل چندین موجودیت فرهنگی، سیاسی و زبانی مختلف می‌دانند که می‌توانند به همان سرعتی که شکل می‌گیرند منحل شوند و مستلزم فرآیند قوم‌سازی باشد. هنگامی که قبایل ترک وارد استپ پونتیک-کاسپین در دوران پسا هونیک یا در اوایل قرن دوم بعد از میلاد شدند، کنفدراسیون‌های آنها مجموعه‌ای از گروه‌های قومی از ترک‌ها، قفقازها، ایرانی‌ها و مردم فنلاندی و تازه‌پیوسته‌شده‌ها را در بر گرفت. در طول مهاجرت های اوراسیا غربی خود به بالکان، آنها همچنین با ارمنی ها، سامی ها، اسلاوها، تراکی ها و یونانی های آناتولی در میان سایر جمعیت ها در تماس بودند. اگرچه اقوام قدیمی ایرانی تحت تأثیر مهاجرت گسترده ترک ها به استپ پونتیک-کاسپین قرار گرفتند، قرن های بعد شاهد از بین رفتن کامل هر دو زبان ایرانی و ترکی بودیم که نشان دهنده تسلط زبان اسلاو در میان مردم عادی بود. 

## پیوندها به بیرون
- Bulgarian Mythology and Folklore بایگانی‌شده  در ۱۵ ژوئن ۲۰۱۲ توسط Wayback Machine